# 조디 스위틴
조디 스위틴(Jodie Sweetin, 1982년 1월 19일 ~ )은 미국의 배우이다.

## 출연 작품
- 풀러 하우스 시즌1 (2016)
- 더 드리머 (2015)
- 펭귄들의 익살극 (2007)
- 풀 하우스 (1987)